# Мото Гран-Прі Каталонії
Мо́то Гран-Прі Катало́нії (ісп. Gran Premio de Cataluña de Motociclismo) — етап змагань чемпіонату світу із шосейно-кільцевих мотогонок MotoGP. Проводиться на автомотодромі «Каталунья», розташованому у муніципалітеті Монмало у Каталонії, Іспанія. Є одним із чотирьох етапів серії, які проходять у Іспанії (три інших: Гран-Прі Валенсії, Арагону та Іспанії). 3 червня 2016 року під час вільної практики Гран-Прі загинув іспанський гонщик Луї Салом.
Ще в 1991 році у календарі чемпіонату світу MotoGP з'явилась друга гонка на території Іспанії (після Мото Гран-Прі Іспанії), яка замінила Гран-Прі Югославії. Вона отримала назву Гран-Прі Європи і пройшла на треці «Харама», що біля Мадрида. У наступному році гонка була перенесена до Монмало на «Каталунью», з того часу проводиться щороку. Отримала свою теперішню назву з сезону 1996 року.

## Переможці етапу
| Сезон | Траса     | Moto3            | Moto3     | Moto2            | Moto2    | MotoGP              | MotoGP   | Звіт |
| Сезон | Траса     | Гонщик           | Виробник  | Гонщик           | Виробник | Гонщик              | Виробник | Звіт |
| ----- | --------- | ---------------- | --------- | ---------------- | -------- | ------------------- | -------- | ---- |
| 2022  | Каталунья | Ізан Гевара      | Gas Gas   | Челестіно В'єтті | Kalex    | Фабіо Квартараро    | Yamaha   | Звіт |
| 2016  | Каталунья | Хорхе Наварро    | Honda     | Йоан Зарко       | Kalex    | Валентіно Россі     | Yamaha   | Звіт |
| 2015  | Каталунья | Данні Кент       | Honda     | Йоан Зарко       | Kalex    | Хорхе Лоренсо       | Yamaha   | Звіт |
| 2014  | Каталунья | Алекс Маркес     | Honda     | Естів Рабат      | Kalex    | Марк Маркес         | Honda    | Звіт |
| 2013  | Каталунья | Луї Салом        | KTM       | Пол Еспаргаро    | Kalex    | Хорхе Лоренсо       | Yamaha   | Звіт |
| 2012  | Каталунья | Маверік Віньялес | FTR Honda | Андреа Янноне    | Speed Up | Хорхе Лоренсо       | Yamaha   | Звіт |
| Сезон | Траса     | 125cc            | 125cc     | Moto2            | Moto2    | MotoGP              | MotoGP   | Звіт |
| Сезон | Траса     | Гонщик           | Виробник  | Гонщик           | Виробник | Гонщик              | Виробник | Звіт |
| 2011  | Каталунья | Ніко Тероль      | Aprilia   | Штефан Брадль    | Kalex    | Кейсі Стоунер       | Honda    | Звіт |
| 2010  | Каталунья | Марк Маркес      | Derbi     | Юкі Такахаші     | Tech 3   | Хорхе Лоренсо       | Yamaha   | Звіт |
| Сезон | Траса     | 125cc            | 125cc     | 250cc            | 250cc    | MotoGP              | MotoGP   | Звіт |
| Сезон | Траса     | Гонщик           | Виробник  | Гонщик           | Виробник | Гонщик              | Виробник | Звіт |
| 2009  | Каталунья | Андреа Янноне    | Aprilia   | Альваро Баутіста | Aprilia  | Валентіно Россі     | Yamaha   | Звіт |
| 2008  | Каталунья | Майк Ді Меліо    | Derbi     | Марко Сімончеллі | Gilera   | Дані Педроса        | Honda    | Звіт |
| 2007  | Каталунья | Томойоші Кояма   | KTM       | Хорхе Лоренсо    | Aprilia  | Кейсі Стоунер       | Ducati   | Звіт |
| 2006  | Каталунья | Альваро Баутіста | Aprilia   | Андреа Довіціозо | Honda    | Валентіно Россі     | Yamaha   | Звіт |
| 2005  | Каталунья | Маттіа Пасіні    | Aprilia   | Дані Педроса     | Honda    | Валентіно Россі     | Yamaha   | Звіт |
| 2004  | Каталунья | Гектор Барбера   | Aprilia   | Ренді де Пуньє   | Aprilia  | Валентіно Россі     | Yamaha   | Звіт |
| 2003  | Каталунья | Дані Педроса     | Honda     | Ренді де Пуньє   | Aprilia  | Лоріс Капіроссі     | Ducati   | Звіт |
| 2002  | Каталунья | Мануель Поджиалі | Gilera    | Марко Меландрі   | Aprilia  | Валентіно Россі     | Honda    | Звіт |
| Сезон | Траса     | 125cc            | 125cc     | 250cc            | 250cc    | 500cc               | 500cc    | Звіт |
| Сезон | Траса     | Гонщик           | Виробник  | Гонщик           | Виробник | Гонщик              | Виробник | Звіт |
| 2001  | Каталунья | Лючіо Чекінелло  | Aprilia   | Дайджиро Като    | Honda    | Валентіно Россі     | Honda    | Звіт |
| 2000  | Каталунья | Сімоне Санна     | Aprilia   | Олівьє Жаке      | Yamaha   | Кенні Робертс, мол. | Suzuki   | Звіт |
| 1999  | Каталунья | Арно Вінсен      | Aprilia   | Валентіно Россі  | Aprilia  | Алекс Крівіль       | Honda    | Звіт |
| 1998  | Каталунья | Томомі Манако    | Honda     | Валентіно Россі  | Aprilia  | Мік Дуейн           | Honda    | Звіт |
| 1997  | Каталунья | Валентіно Россі  | Aprilia   | Ральф Вальдман   | Honda    | Мік Дуейн           | Honda    | Звіт |
| 1996  | Каталунья | Томомі Манако    | Honda     | Макс Б'яджі      | Aprilia  | Карлос Чека         | Honda    | Звіт |

Примітка: Дані офіційного сайту MotoGP

### Список мотогонщиків, які загинули під час Гран-Прі Італії
| Дата       | Гонщик    | Клас     |
| ---------- | --------- | -------- |
| 03.06.2016 | Луї Салом | практика |